# Typ-II-Stringtheorie
Die Typ-II-Stringtheorie beinhaltet zwei der fünf verschiedenen Superstringtheorien. Die Typ II-Stringtheorien wurden 1984 von Michael Boris Green und John Schwarz konstruiert. Sie haben geschlossene Strings (im Gegensatz zur Typ-I-Stringtheorie, die offene Strings beschreibt).
Man unterscheidet zwischen den Typen IIA und IIB. Sie sind in 10 Raum-Zeit-Dimensionen formuliert, so dass für eine Beschreibung in realistischen vier Raum-Zeit-Dimensionen sechs Raumdimensionen kompaktifiziert werden müssen, d. h. sie schrumpfen auf geschlossene Mannigfaltigkeiten mit sehr kleinen Radien vom Planck-Maßstab zusammen.
Beim Typ II A haben die masselosen Fermionen, die niedrigenergetische Schwingungsmoden der Strings sind, beide Händigkeiten (Chiralitäten: links/rechts), in II B nur eine.

## Edward Wittens „M-Theorie“
Edward Witten fand 1995 heraus, dass die beiden Typ II-Stringtheorien zueinander T-dual sind, außerdem erkannte er, dass bei unendlicher Erhöhung der Kopplungskonstante des Strings vom Typ II A eine neue Dimension zum Vorschein kommt und der String zu einer Membran wird.
Diese neue Dimension gliederte er in seine neue Theorie ein, sodass die M-Theorie auf 11 Dimensionen basiert. Nach Witten umfasst sie auch die in 11 Dimensionen formulierte Supergravitation.